# Judas
Judas, från Ιουδας (Ioudas), den grekiska formen av det hebreiska namnet יְהוּדָה (Yehudah), är ett namn med betydelsen "prisad" eller "hyllad". Yehudah (Juda) var en av Jakobs tolv söner och ättefader till Juda stam i Gamla Testamentet. Kung David och Jesus var avkomlingar till Juda.

## Personer med namnet
- Judas Mackabaios, judisk upprorsledare under 160-talet f.Kr.

## Pereonser iNya Testamentet
- Judas, Jesu bror, gestalt i kristendomen
- Judas Iskariot, en av Jesu tolv apostlar, Jesu förrädare
- Judas Taddeus, en av Jesu tolv apostlar
- Judas från Galileen, judisk farisé och upprorsledare 6–7
- Judas från Damaskus
- Judas Barabbas